# Odd Fellow Palæet
Odd Fellow Palæet er en rokokobygning i Frederiksstaden i København, der blev opført 1751-1755, og som danner point de vue for Dronningens Tværgade. Palæet er tegnet af Johan Gottfried Rosenberg under Nicolai Eigtveds overopsyn for gehejmeråd Christian August von Berckentin.

## Historie
Oprindeligt hed bygningen Berckentinske Palæ eller Schimmelmanns Palæ efter den senere ejer, den rige finansminister Heinrich Carl von Schimmelmann og dennes søn, i hvis ejertid palæet blev kendt for et blomstrende salon- og selskabsliv. I denne periode blev palæet ombygget i det indre af Georg Erdman Rosenberg, som engagerede malerne Johan Mandelberg og Georg Mathias Fuchs til at udføre ny interiørdekoration. Fuchs' malerier var over spejlene i Riddersalen (1775).
I perioden 1884-1890 blev palæet til- og ombygget til brug for koncerter ved arkitekterne Johan Schrøder og Georg Wittrock for A/S Koncertpalaiset. Arkitekterne opførte i forlængelse af palæets havefacade en stor koncertsal, der lagde beslag på den tidligere have. Samtidig blev halvdelen af gittermuren mod Bredgade solgt (findes i dag ved Søllerød Slot), og to butikspavilloner med kupler blev opført i en nyrokokostil. De fleste rokokorum i selve hovedbygningen forblev dog uantastede. Palæet blev herefter kendt som Koncertpalæet, og koncertsalen med dens akustik blev et populært samlingssted i det københavnske kulturliv. I 1885 rykkede fotograferne Hansen, Schou & Weller ind i den ene pavillon, hvor firmaet lå indtil 1900.
Den 30. august 1900 købte Odd Fellow Ordenen bygningen, hvorefter det nu skiftede navn til Odd Fellow Palæet. Ordenen indrettede en stor og en lille logesal. Senere blev en tredje logesal indrettet og blev benævnt den nye logesal. Efter Stor-Sire Petrus Beyers død den 4. november 1924 fik den navnet Petrus Beyer-salen. Den store sal blev bygget i sydfløjens tagetage, og imens lod man palæet restaurere ved Christian Mandrup-Poulsen.
I 1950'erne blev de festlige kupler på butikspavillonerne fjernet, da de var utætte, og historicismen i mellemtiden var kommet i miskredit. Palæet indeholder omkring 200 rum og ca. 700 døre.
Foran palæet ses den store jerngitterport.

### Branden
I 1992 udbrød en voldsom brand, der opstod under et arrangement i koncertsalen, ved at nogle ledninger blev for varme. Branden bredte sig til hovedbygningen og ødelagde bl.a. koncertsalen og det ene kæmpespejl i spejlsalen. Kartouchen med våbenskjoldet i sandsten faldt ned gennem taget og smadrede stuklofterne. Mandelbergs og Fuchs' malerier gik endegyldigt tabt i branden.
Efter branden stod kun ydermuren af hovedbygningen tilbage. Men siden er palæet blevet genopført og delvist restaureret, men koncertsalen blev ikke genrejst; bl.a. fordi man ikke nødvendigvis ville kunne genskabe den gode akustik. Derved fik palæet sin gamle have tilbage. Kulturarvsstyrelsen forlangte at facaden mod haven blev genopført som den oprindelig så ud ved opførelsen af det Berckentinske Palæ.

## Ejere
- 1751-1758: Christian August von Berckentin
- 1758-1763: Louise von Berckentin gift Scheel von Plessen
- 1763-1782: Heinrich Carl von Schimmelmann
- 1782-1831: Ernst Heinrich von Schimmelmann
- 1831-1833: Carl von Schimmelmann
- 1833-1884: Ernst Conrad Carl Joseph von Schimmelmann
- 1884-1900: A/S Concertpalaiset
- 1900-: Odd Fellow Ordenen